# Jingyang, Deyang
Jingyang är ett stadsdistrikt och säte för stadsfullmäktige i Deyang i Sichuan-provinsen i sydvästra Kina.